# تپه نخود ۲
تپه نخود ۲ مربوط به هزاره اول قبل از میلاد است و در شهرستان کرمانشاه، بخش مرکزی، ۹۰۰ متری شمالغرب روستای دوتپه واقع شده و این اثر در تاریخ ۷ خرداد ۱۳۸۷ با شمارهٔ ثبت ۲۲۸۲۶ به‌عنوان یکی از آثار ملی ایران به ثبت رسیده است.